# Zoo Budapest

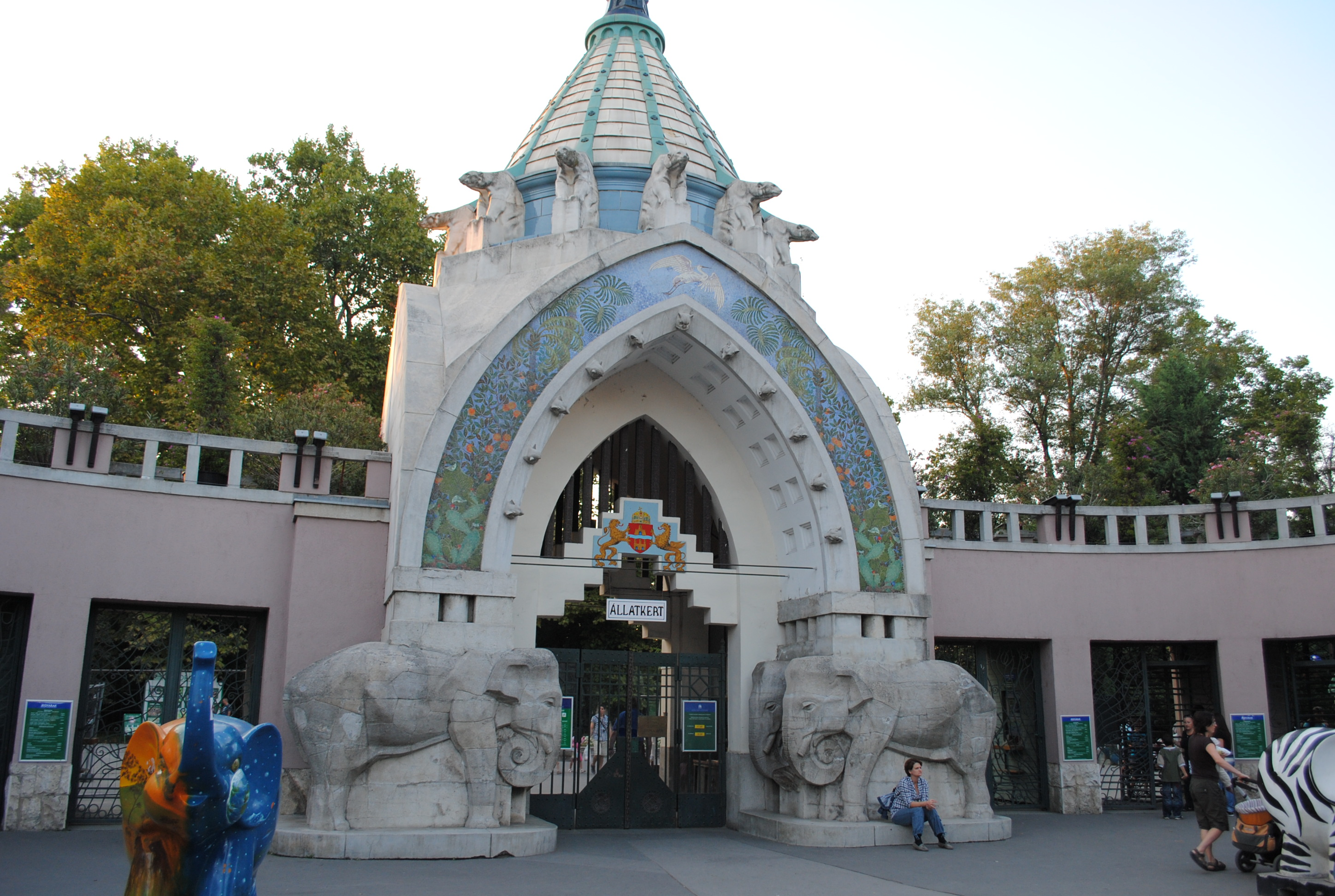
Haupteingang des Zoos

Der Zoo Budapest, offiziell Hauptstädtischer Tier- und Pflanzengarten (ungarisch Fővárosi Állat- és Növénykert), ist der im Jahr 1866 gegründete städtische Zoo der ungarischen Hauptstadt Budapest. Er befindet sich an der nordwestlichen Seite des Stadtwäldchens im XIV. Bezirk der Stadt. Der Zoo ist mit der Metrolinie 1 erreichbar (Haltestelle Széchenyi fürdő).
Die jährliche Besucherzahl liegt bei über 1.000.000 Personen. Laut Zählung am 31. Dezember 2015 hielt der Zoo über 1056 Säugetiere in 124 Arten, 672 Reptilien in 106 Arten und 1323 Vögel in 144 Arten. Daneben werden etwa 2000 Pflanzenarten gezeigt, darunter eine Bonsai-Sammlung.

## Geschichte

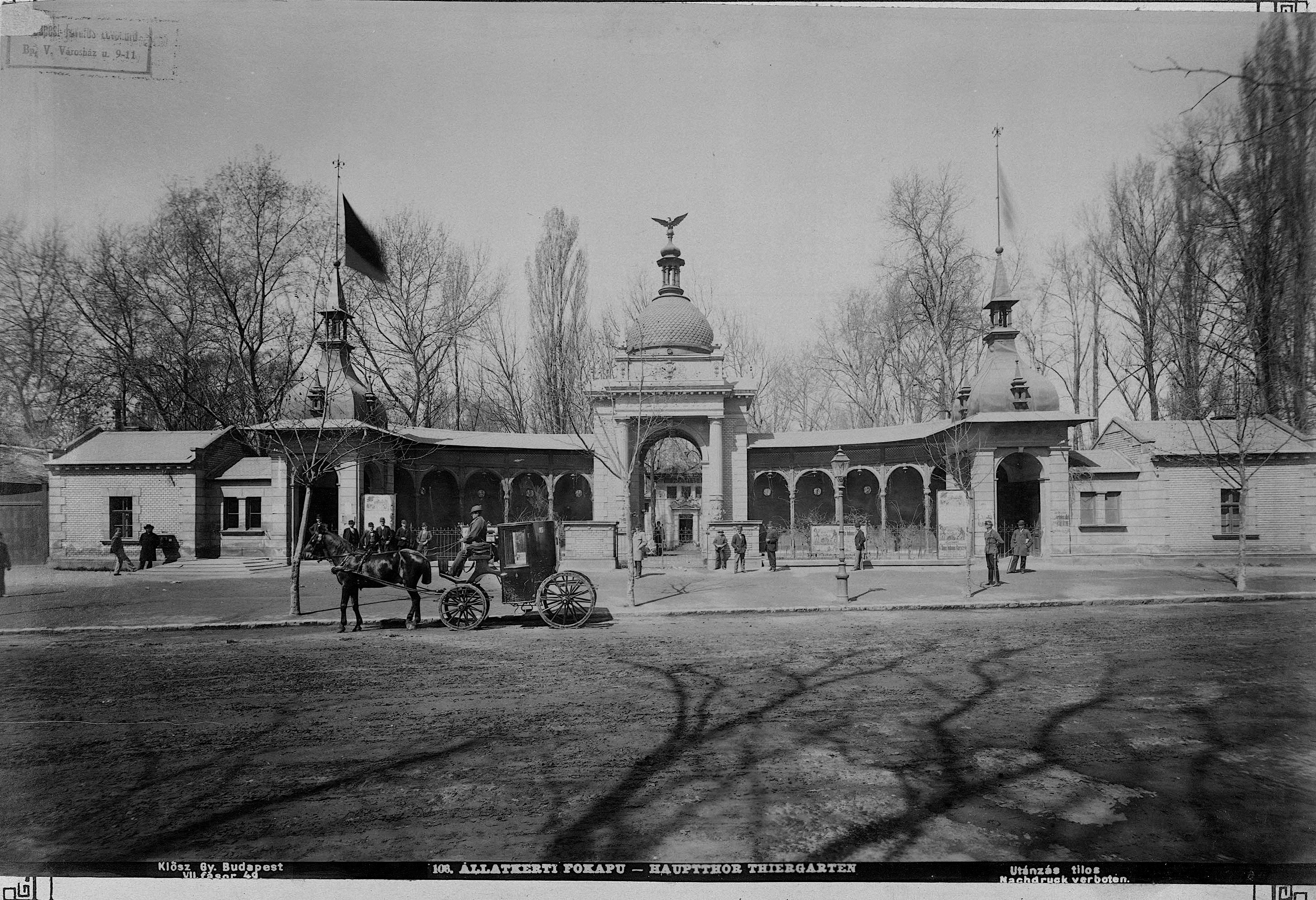
Zooeingang (1900)

Erste Pläne für die Errichtung eines Zoos in Budapest entstanden in den 1820er Jahren. Konkret wurden die Pläne erst Anfang der 1860er Jahre, wobei insbesondere vier Wissenschaftler die Errichtung des Zoos vorantrieben: Der Geologe József Szabó, der Direktor des Botanischen Gartens József Gerenday, der Direktor des Nationalmuseums Ágoston Kubinyi und der Zoologe János Xántus, der dann erster Direktor des Zoos wurde. Am 9. August 1866 wurde der Zoo mit etwa 500 Tieren eröffnet, von denen einige in Ungarn heimisch waren und einige aus dem Wiener Tiergarten Schönbrunn stammten. 1868 schenkte Königin Elisabeth von Österreich-Ungarn dem Zoo eine Giraffendame. 1876 wurde das erste Raubtierhaus mit Löwen und Tigern eröffnet. Ab 1873 war Karóly Serák Zoodirektor, der den Zoo in den nächsten dreißig Jahren leitete. Der Zoo gehörte ursprünglich einer Aktienfirma, die aber 1896 bankrottging. Seit 1907 ist der Zoo im Eigentum der Stadt Budapest. Nach einer dreijährigen Umbauphase wurde der Zoo 1912 unter dem Direktor Adolf Lendl wiedereröffnet und hatte nun eine sehr moderne vom Jugendstil geprägte Architektur. In den 1930er Jahren war Herbert Nadler Direktor. Im Zweiten Weltkrieg wurde der Zoo nahezu vollständig zerstört, nur 15 Tiere überlebten. Am 1. Mai 1945 öffnete der Zoo wieder mit nur wenigen Tieren. Unter dem Zoodirektor Csaba Anghi wurde der Zoo in den kommenden Jahren wieder aufgebaut und modernisiert. Nach einigen Jahren der Stagnation in den 1970er und 1980er Jahren, kam es ab Mitte der 1990er Jahre zu einem neuen Modernisierungsschub. Der Zoo hatte über sehr lange Zeit eine Ausdehnung von 10,8 Hektar, 2014 kamen 6,5 Hektar aus dem ehemaligen Vergnügungsgelände Holnemvolt Park hinzu, die bis 2021 schrittweise das bisherige Zooangebot ergänzen sollen.

## Gebäude
Der Zoo verfügt über ein Palmenhaus, dem das Aquarium angeschlossen ist. Daneben gibt es ein Savannenhaus für Giraffen und Nashörner, ein Elefantenhaus, ein Affenhaus, ein Koalahaus, ein Madagaskar-Haus, ein Indien-Haus, ein Australienhaus, ein Reptilienhaus, ein Haus für Büffel, ein Südamerikahaus, ein Giftschlangenhaus, ein Haus für Riesenotter, sowie ein Schmetterlings- und Insektenhaus. Nach dem Umbau 2021 werden Elefanten, Nashörner, Krokodile und weitere Tiere in das neue Gelände umziehen, wodurch einige bisherige Gebäude für eine neue Nutzung frei werden.

## Galerie

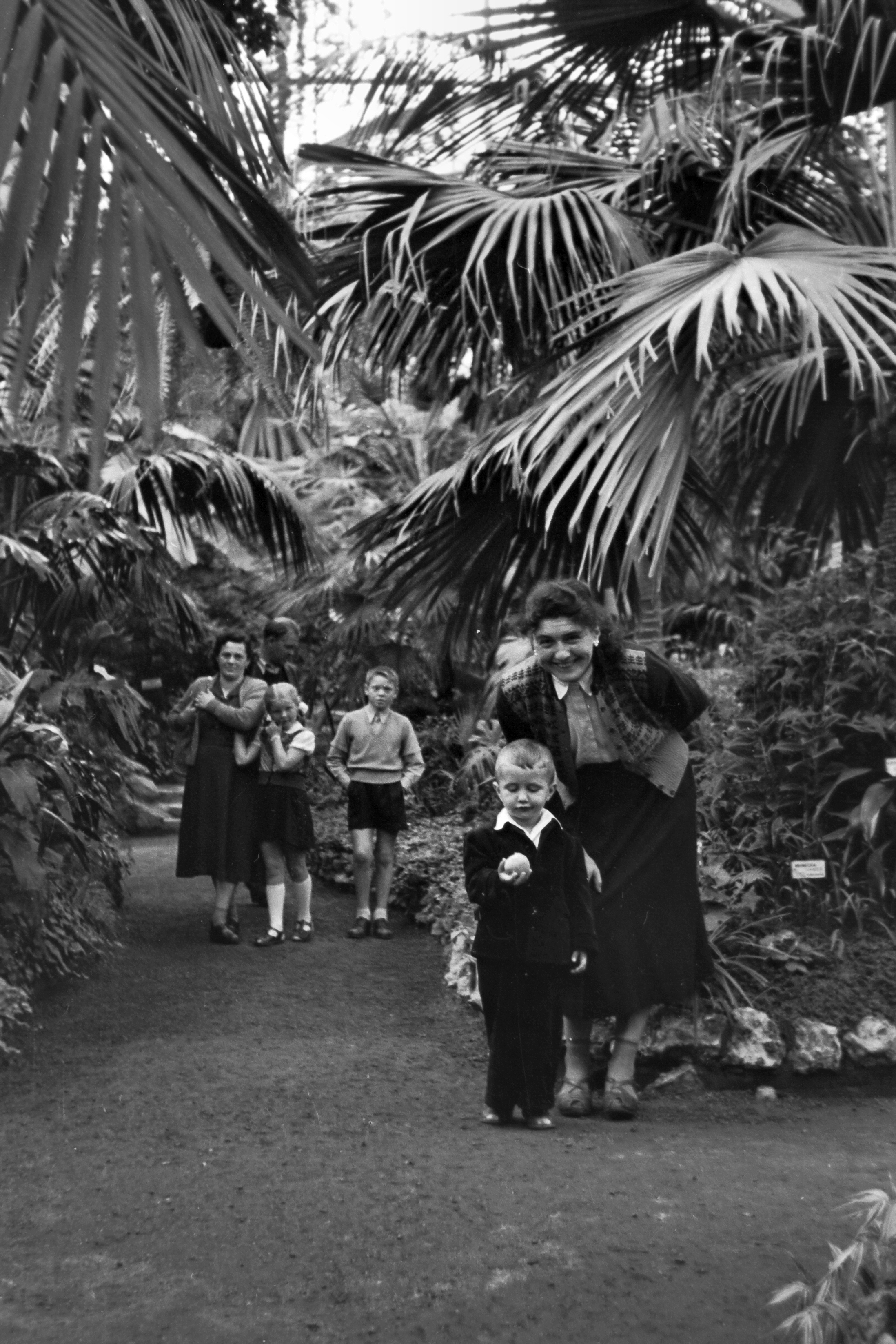
Palmenhaus (1957)
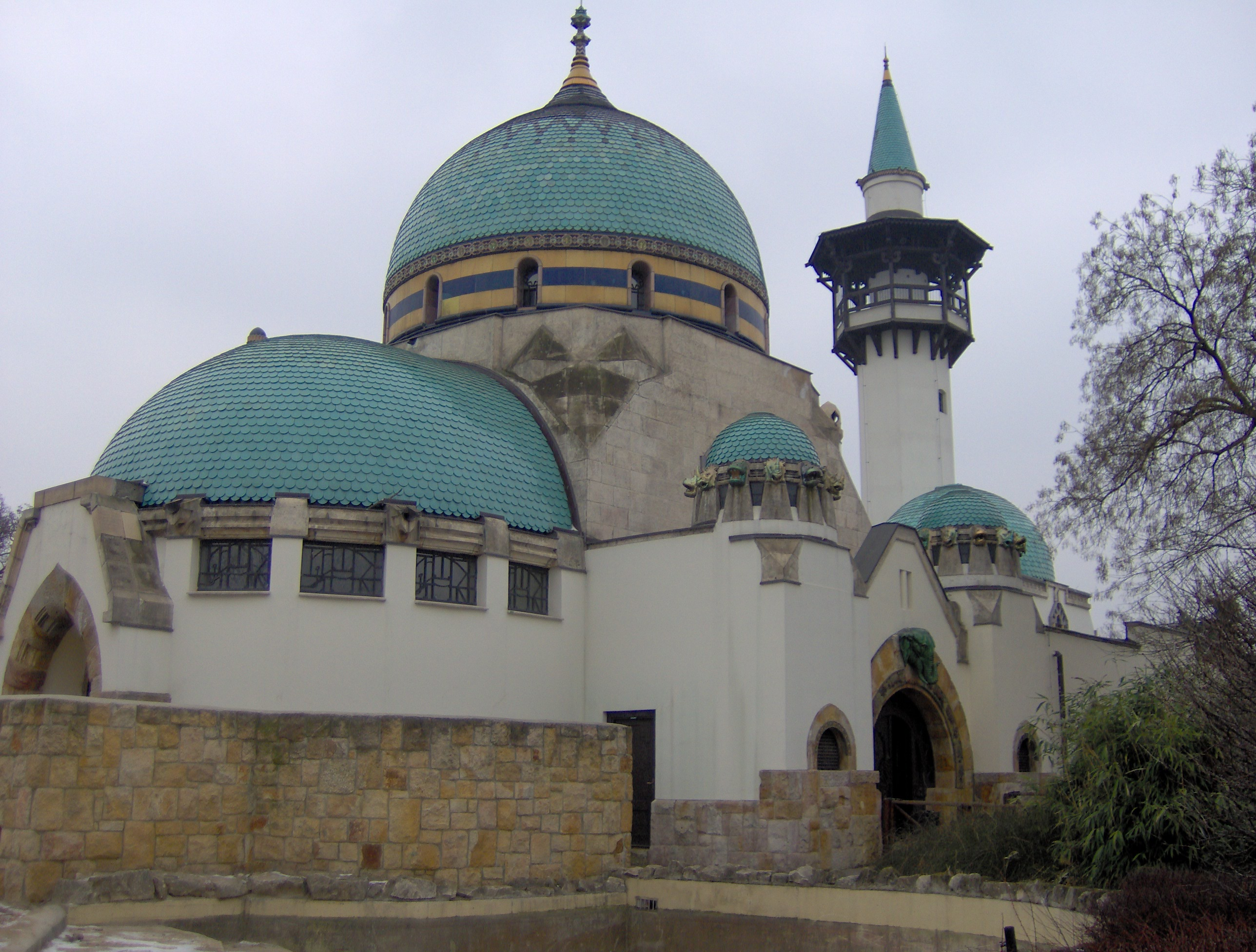
Elefantenhaus
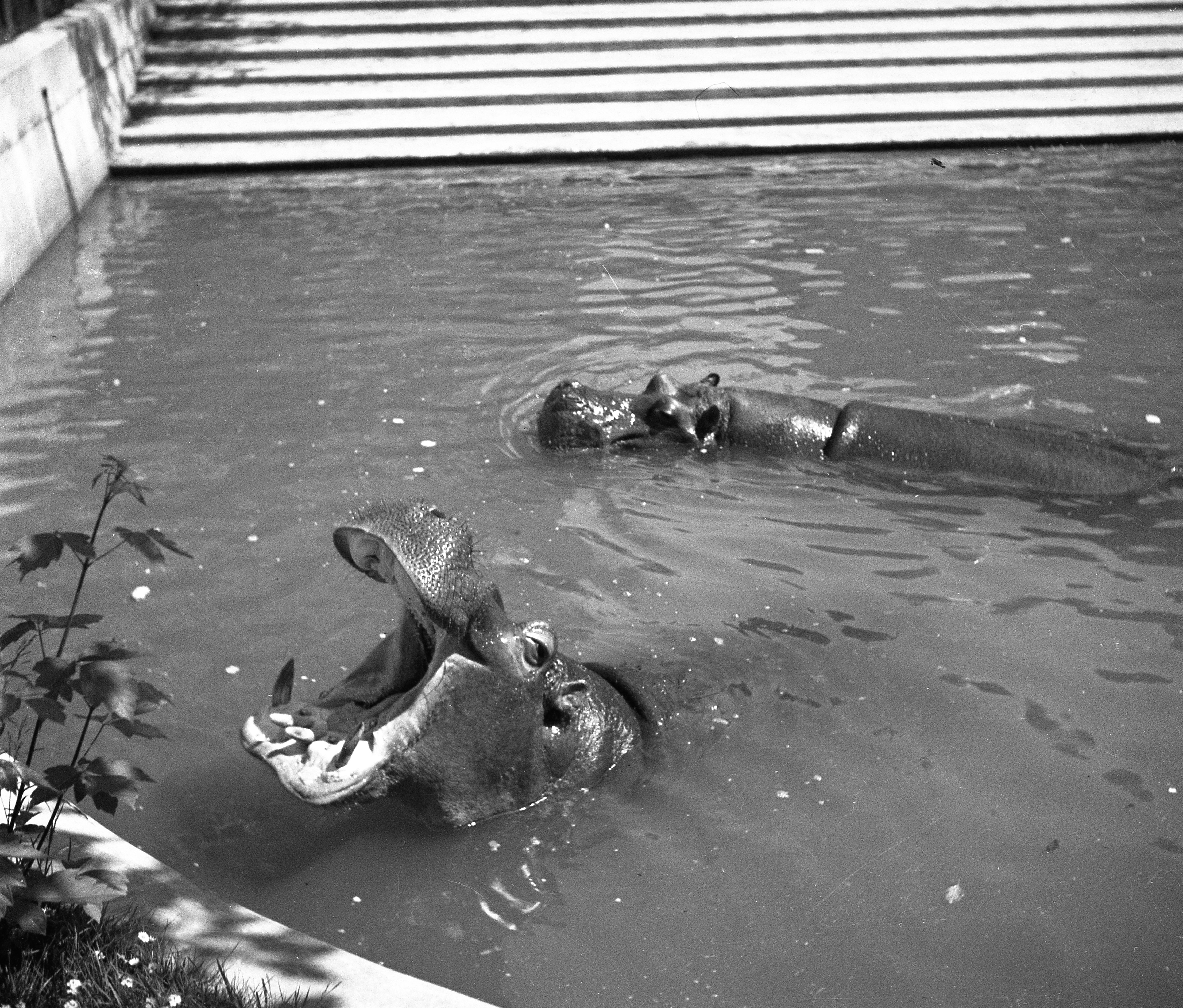
Nilpferde (1942)
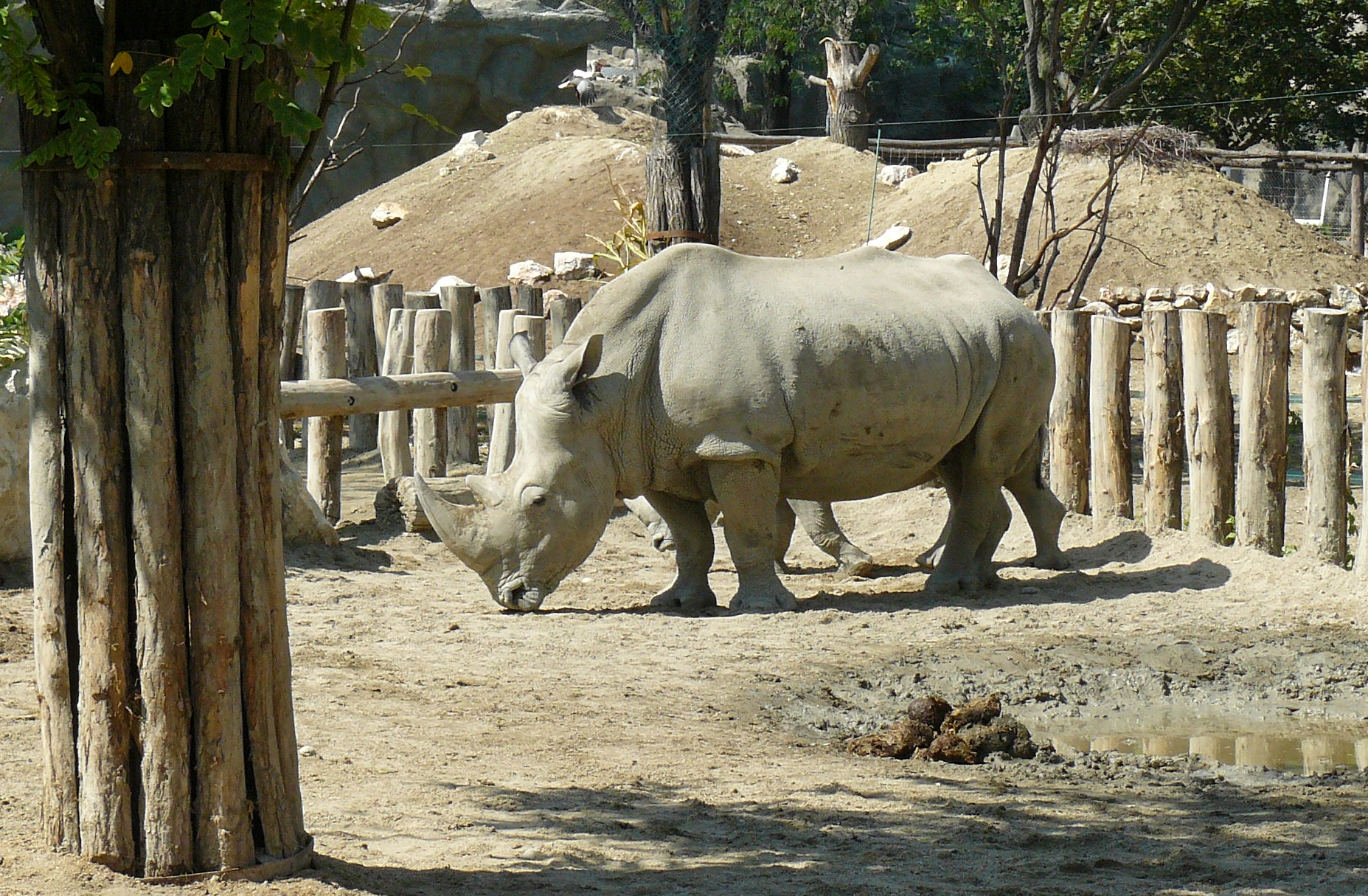
Breitmaulnashorn (2009)
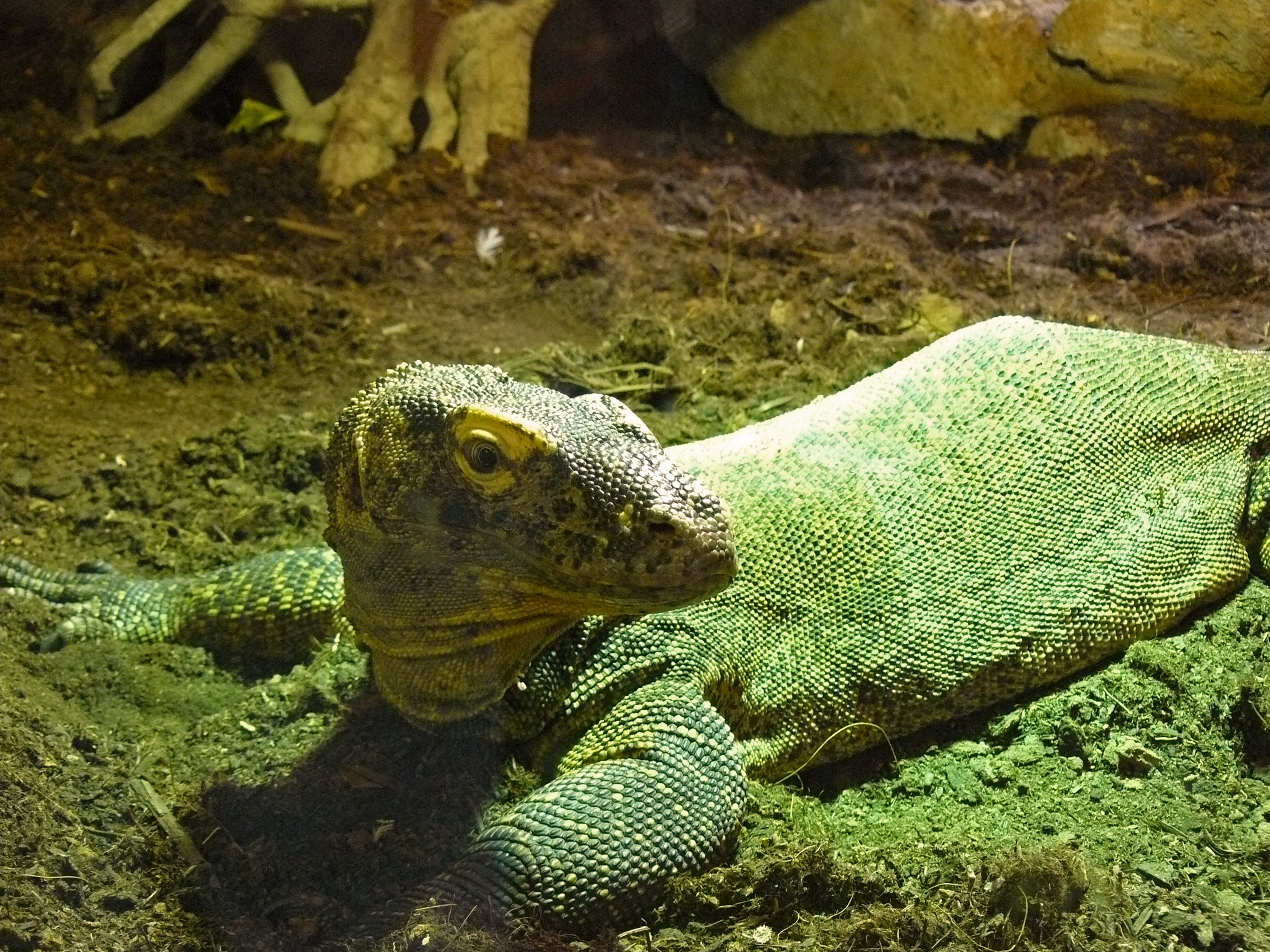
Komodowaran (2009)
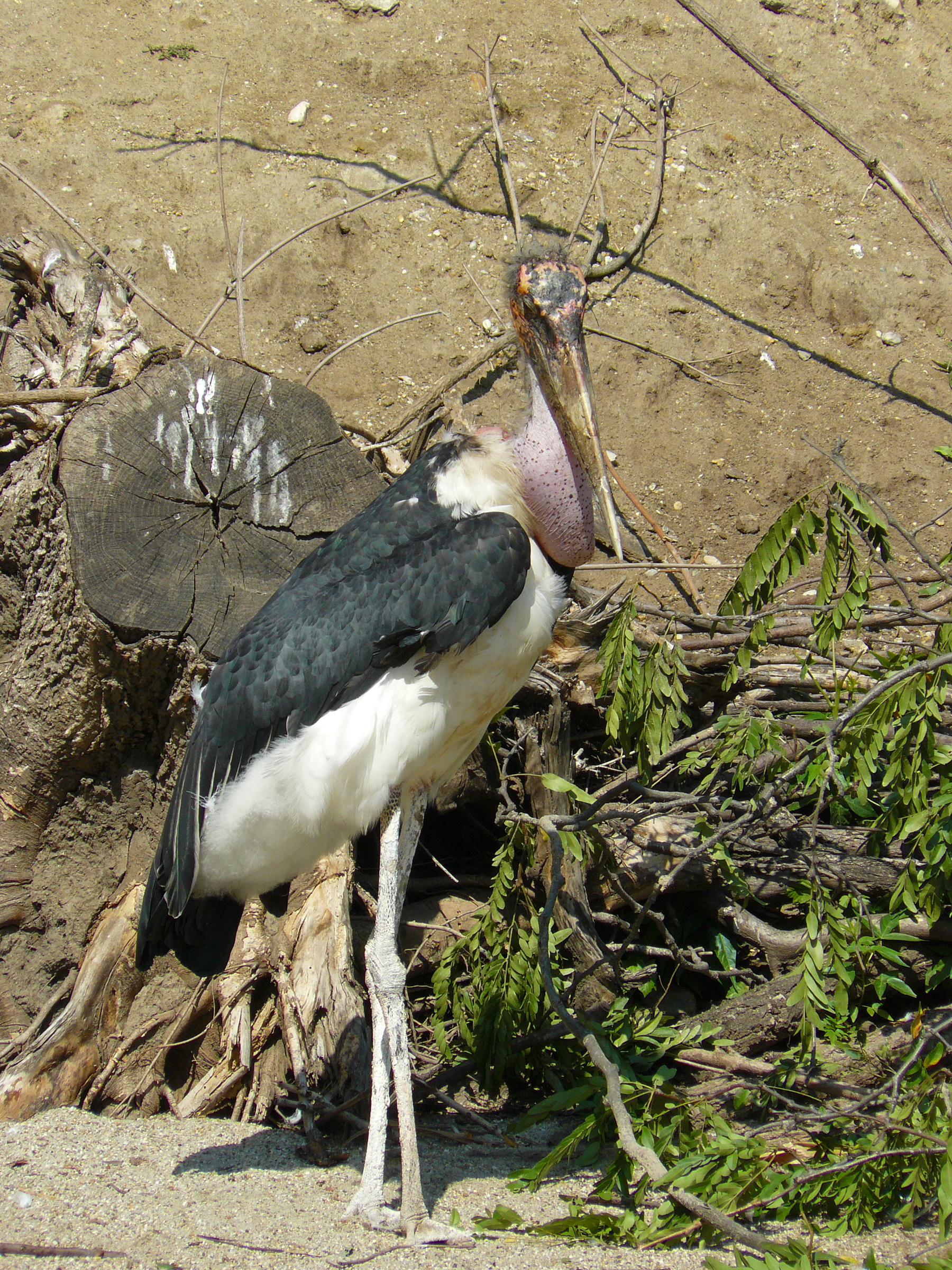
Marabu (2009)